# The Godfather: The Game
The Godfather: The Game  is een computerspel uit 2006, gebaseerd op de film The Godfather. Het is echter niet de eerste Godfathergame die gemaakt is. Er is nog een Godfatherversie uit 1991, gemaakt door U.S. Gold.
Een opmerkelijk feit is dat veel originele acteurs uit de originele film bereid waren hun stem te lenen aan de game. De deelnemende acteurs zijn James Caan als Sonny Corleone, Robert Duvall als Tom Hagen, John Martino als Paulie Gatto, en Abe Vigoda als Salvatore Tessio. De meest opvallende afwezige is Marlon Brando. Door zijn zwakke gezondheid vonden de audioproducers het opgenomen materiaal toch niet goed genoeg en huurden ze een imitator (echter op een bepaald punt in het spel is nog wel een stukje opgenomen werk van Brando te horen). Andere afwezigen zijn John Cazale (als Fredo Corleone), die overleden is in 1978, en Al Pacino, die wel meewerkte aan Scarface: The World Is Yours. Daarnaast heeft Mark Winegardner, auteur van de roman The Godfather Returns, gezorgd voor aanpassingen van het verhaal en heeft hij inzichten gegeven in de fictieve wereld van The Godfather.
Electronic Arts kondigde in 2005 aan dat de speler zijn eigen mafiakarakter kan creëren. Waarbij fysieke eigenschappen, bouw en kleding volledig naar eigen inzichten aangepast kunnen worden met het in het spel ingebouwde programma "MobFace".

## Verhaal
Het spel begint in 1936 met een cutscene die de dood van de vader van de hoofdpersoon van het spel, (hier verder "Aldo" genoemd, daar dit de naam is die gebruikt is wanneer de speler deze niet verandert), die laat zien dat zijn bakkerij opgeblazen wordt door de Barzini's, de rivalen van de familie Corleone in New York. Aldo's vader wordt vermoord door Don Emilio Barzini. Na het geweld zien we Don Vito Corleone het kind geruststellen, en hem vertellen dat wanneer hij oud en wijs genoeg is hij zijn revanche zal krijgen. Het verhaal maakt dan een sprong naar de trouwscène in 1945 uit de opening van de film. Hier zien we Aldo's moeder Don Corleone vragen om op haar zoon te letten, die inmiddels rondhangt met foute vrienden. Luca Brasi wordt eropuit gestuurd om Aldo te rekruteren voor de familie en hem de kneepjes van de Maffia bij te brengen. Vanaf dit punt is Aldo opgenomen in de familie Corleone en werkt hij zich een weg naar boven.
In essentie zijn er twee verhalen in het spel die door elkaar lopen. Het eerste bevat de belangrijke momenten uit de film (waar Aldo een prominente rol in speelt) en een persoonlijk verhaal. In het eerste is Aldo getuige van de moord op Luca Brasi, hangt hij het pistool op voor Michael Corleone om Sollozzo te vermoorden en politieofficier McCluskey, helpt hij Rocco om het paardenhoofd in Woltz's bed te leggen, bewaakt hij Don Vito Corleone in het ziekenhuis, aanschouwt hij de moord op Sonny, vermoordt hij belangrijke Corleone rivalen tijdens de doop en zien we hem tijdens de vergadering tussen de vijf families. In zijn persoonlijke verhaal raakt hij bevriend met en vermoordt hij later de vriend van de familie "Monk" Malone, vermoordt hij Bruno Tattaglia, en vermoordt hij Don Barzini als wraak voor het vermoorden van zijn vader. Ook speelt hij een rol bij de moorden op de hoofden van de drie andere families.
Na het voltooien van de missies van de verhaallijn, krijgt Aldo de status onderbaas. Wanneer hij de familielandgoederen van de andere families heeft opgeblazen zal hij Don van de familie worden. Naast de missies van de verhaallijn moet de speler ook een aandeel nemen in het overnemen van New York van de andere families. Dit houdt in dat men zaakjes moet veroveren en uitkopen, controle krijgen over pakhuizen en distributiecentra, mensen moet doden en familieoorlogen moet uitvechten wanneer het vendettalevel tussen de Corleones en een rivaliserende familie hoog genoeg is. Wanneer men op 91.5% komt en aan een aantal voorwaarden voldoet, wordt Aldo Don van New York.

## Gameplay
De gameplay van het spel bestaat uit het voltooien van 18 missies uit de verhaallijn, het overnemen van eigendom van rivaliserende families en het plegen van moorden. De missies volgen elkaar op en volgen de verhaallijn van de eerste film, beginnende met de rekrutering voor de familie Corleone door Luca Brasi na Connie Corleones huwelijk en eindigend met de doop van Michael Corleones petekind waarbij de speler tijdens deze gebeurtenis de hoofden van de andere families moet vermoorden. Ook krijgt men te maken met aanvallen van de andere families die heviger worden naarmate het vendettalevel omhoog gaat. Dit gebeurt wanneer de speler deze gangsters aanvalt en hun zaken overneemt.
Een van de centrale onderdelen van het spel bestaat uit het overnemen van kleine winkeltjes, illegale speelhallen, pakhuizen, familielandgoederen en transportbedrijfjes. Elke familie bezit een aantal van deze zaken in de wijken Little Italy, Brooklyn, Midtown, Hell's Kitchen en New Jersey. De eigenaren van de illegale speelhallen kunnen uitgekocht worden. Elke zaak zorgt voor inkomen voor de familie Corleone en de speler zelf. Het uiteindelijke doel is omhoog te klimmen op de ladder van rangen van "outsider" naar "Don".

## Families
In het spel zijn er net als in de film vijf maffiafamilies actief. De families kunnen uit elkaar gehouden worden daar ze allemaal een eigen kleur jas hebben en een wapenschild met de eerste letter van de familienaam er op, de Corleones hebben als wapen echter een leeuw.
Bijgenaamd de Five Families, bestaan ze uit:
- De familie Corleone – Deze eenmaal machtige familie is gesitueerd in centraal Manhattan in Little Italy. De familie wordt geleid door Don Vito Corleone. De familie heeft in toenemende mate last van invallen door de Tattaglia's uit Brooklyn. De straten van Little Italy zijn bezaaid met kleine winkeltjes welke worden gerund door de gerenommeerde families. De kleur van de familie is zwart. In het spel ontmoet men veel leden van de familie Corleone. Enkele voorbeelden zijn Vito Corleone, Sonny Corleone, Tom Hagen, Michael Corleone, Fredo Corleone, Luca Brasi, Pete Clemenza, Salvatore Tessio, Paulie Gatto, Rocco Lampone, Al Neri, Willi Cicci, Jaggy Jovino, Jimmy DeNunzio, en Marty "Monk" Malone.
- De familie Barzini – De Barzini's opereren vanuit Midtown, de rijkste buurt in New York. Dit maakt hen de rijkste en machtigste familie. De familie kleur is groen. De familie wordt geleid door Don Emilio Barzini, die met ijzeren vuist regeert. Hij gaf de opdracht om de vader van Aldo Trapani te vermoorden, en er zijn geruchten dat hij nog een familie onder controle heeft.
- De familie Tattaglia – De Tattaglia's hebben heel Brooklyn in handen, en ze zijn eigenaar van bijna elke winkel en speelhal. Bruno Tattaglia zal de volgende Don van de familie worden, en hij werkt samen met drugsbaron Virgil Sollozzo. Ze zijn taai, maar het wordt alleen maar erger. De Tattaglia's hebben een grote rivaliteit met de Corleones, omdat ze uit willen breiden naar Little Italy, het gebied van de Corleones. De kleur van de familie is lichtbruin. Don Philip Tattaglia staat aan het hoofd.
- De familie Cuneo – De Cuneo's hebben hun basis in Hell's Kitchen. Don Carmine Cuneo leidt de familie. De familie is niet zo rijk als de andere families, maar ze zijn eigenaar van aardig wat zaakjes. Ze hebben rijke casino's en prostitutiezaken. Echter zijn ze gewetenloze moordenaars, altijd te zien in grote groepen door de grimmige sfeer in Hell's Kitchen. De kleur van de familie is rood.
- De familie Stracci – De Stracci's komen uit de wijk New Jersey. Aan het hoofd staat Don Victor Stracci. Gedurende de dag lijkt de wijk erg rustig, met mooie huizen en goed onderhouden parken, echter 's nachts is het een stuk gevaarlijker. De familie Stracci is de meest geharde en wrede familie. Hun kleur is blauw.

## Opvolger
De ontwikkelaar Electronic Arts heeft een volgend Godfatherspel uitgebracht dat uitkwam op 7 april 2009. Het spel is gebaseerd op de tweede film en vindt plaats op drie locaties: Miami, Cuba en New York. De periode waarin het zich af speelt is 1955-1959.